# 萨西斯
萨西斯（法語：Sassis，法語發音：[sasis]）是法国上比利牛斯省的一个市镇，属于阿热莱斯加佐斯特区。

## 地理
萨西斯（42°52'40"N, 0°1'1"W）面积0.53 平方千米，位于法国奧克西塔尼大區上比利牛斯省，该省份为法国西南部内陆省份，北至热尔省，西接大西洋比利牛斯省，南与西班牙接壤，东临上加龙省。
与萨西斯接壤的市镇（或旧市镇、城区）包括：萨利戈斯、埃斯基耶兹-塞尔、吕兹-圣索沃尔、萨佐斯、萨利戈斯。
萨西斯的时区为UTC+01:00、UTC+02:00（夏令时）。

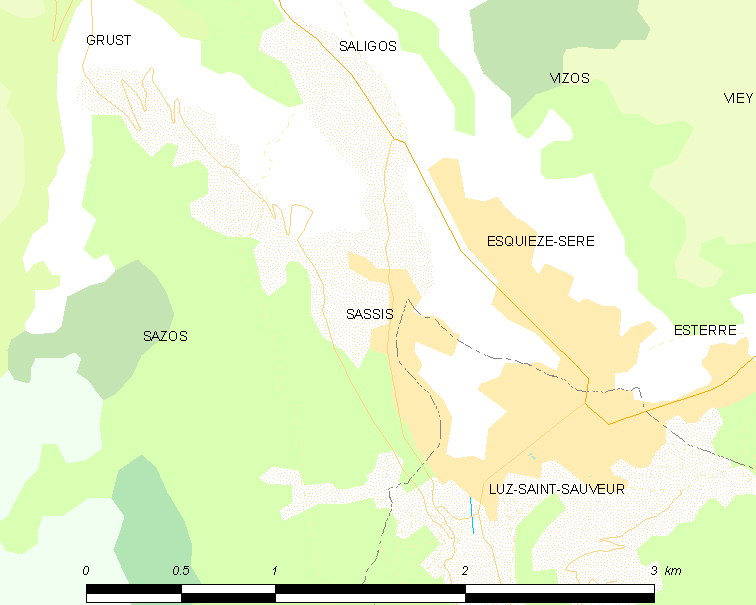
萨西斯的OSM定位图

## 行政
萨西斯的邮政编码为65120，INSEE市镇编码为65411。

## 政治
萨西斯所属的省级选区为激流谷县。

## 人口

1962-2008年间萨西斯人口变化图示

萨西斯于2022年1月1日时的人口数量为72人。